# Leucochlaena obsoleta
Leucochlaena obsoleta là một loài bướm đêm trong họ Noctuidae.